# Chaetodon argentatus

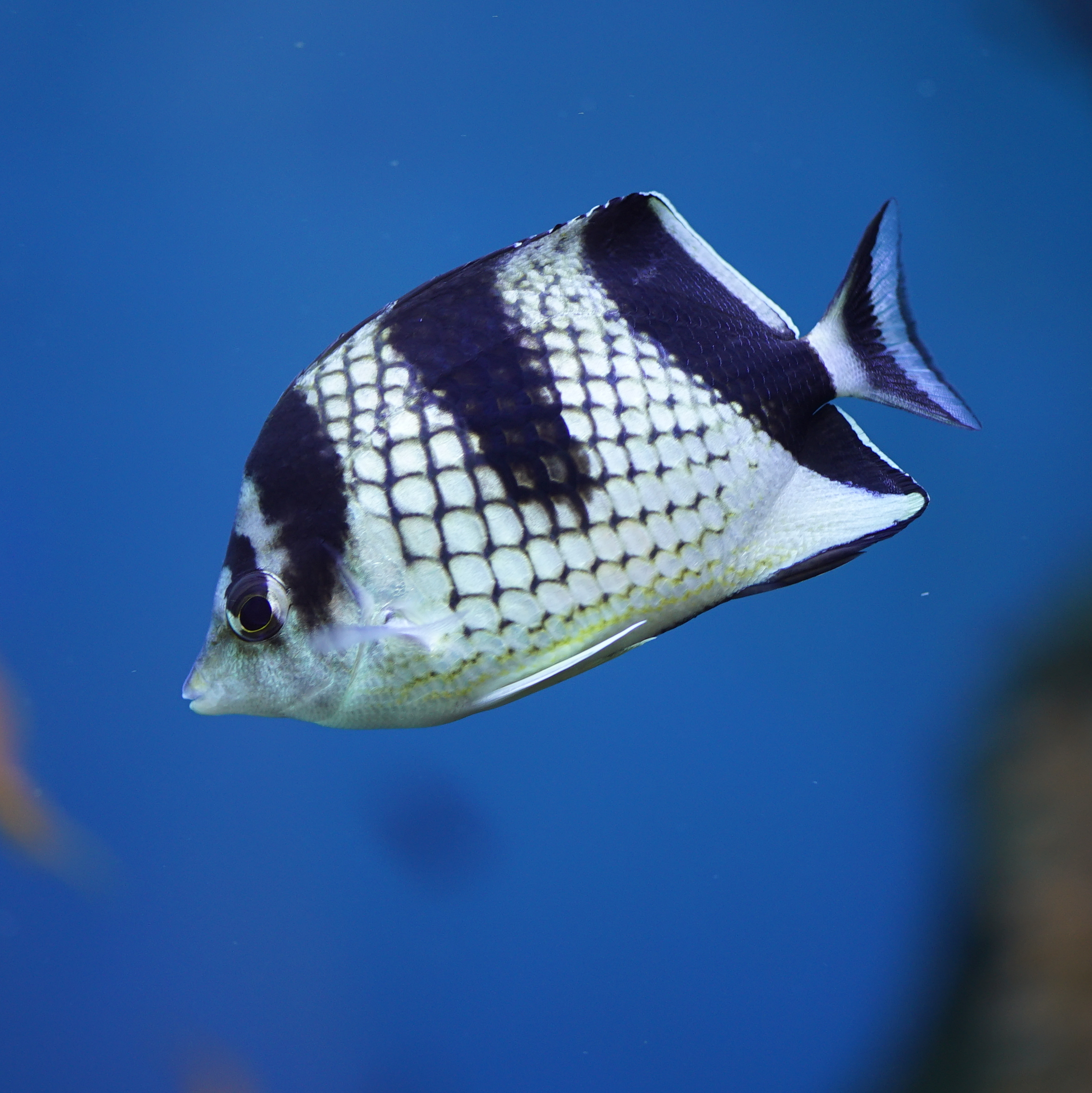
C. argentatus en el Tokyo Sea Life Park, Japón

Chaetodon argentatus es una especie de pez mariposa marino, perteneciente al género Chaetodon, de la familia Chaetodontidae. 
Su nombre común en inglés es Asian butterflyfish, o pez mariposa asiático. Su, relativamente pequeño, rango de distribución, está en el Pacífico oeste, aunque es una especie generalmente común y con poblaciones estables.

## Morfología
Posee la morfología típica de su familia, cuerpo ovalado, semi-rectangular con las aletas extendidas, y comprimido lateralmente. 
La coloración general del cuerpo es blanca, con un patrón de líneas diagonales oscuras, formando una red que recubre el cuerpo. Tiene tres amplias bandas verticales, de color negro, que le atraviesan los laterales del cuerpo. La primera en la frente, la segunda en la mitad del cuerpo, y la tercera en la parte posterior. La aleta caudal, del color del cuerpo, tiene una banda vertical negra y el margen también negro.
Tiene 13 o 14 espinas dorsales, entre 21 y 22 radios blandos dorsales, 3 espinas anales, y entre 15 y 16 radios blandos anales.
Alcanza los 20 cm de largo.

## Hábitat y distribución
Especie asociada a arrecifes, tanto en laderas exteriores, como en simas. Normalmente ocurren en parejas, y en pequeños grupos, es una especie no migratoria.
Su rango de profundidad está entre 5 y 20 metros.
Se distribuye exclusivamente en aguas tropicales del océano Pacífico oeste. Es especie nativa de Filipinas; Japón y Taiwán.

## Alimentación
Es una especie omnívora, y se alimenta, tanto de macroalgas, como de pequeños invertebrados marinos.

## Reproducción
Son dioicos, o de sexos separados, ovíparos, y de fertilización externa. El desove sucede antes del anochecer. Forman parejas durante el ciclo reproductivo, pero no protegen sus huevos y crías después del desove.